# Pfarrkirche Dietmannsdorf an der Wild

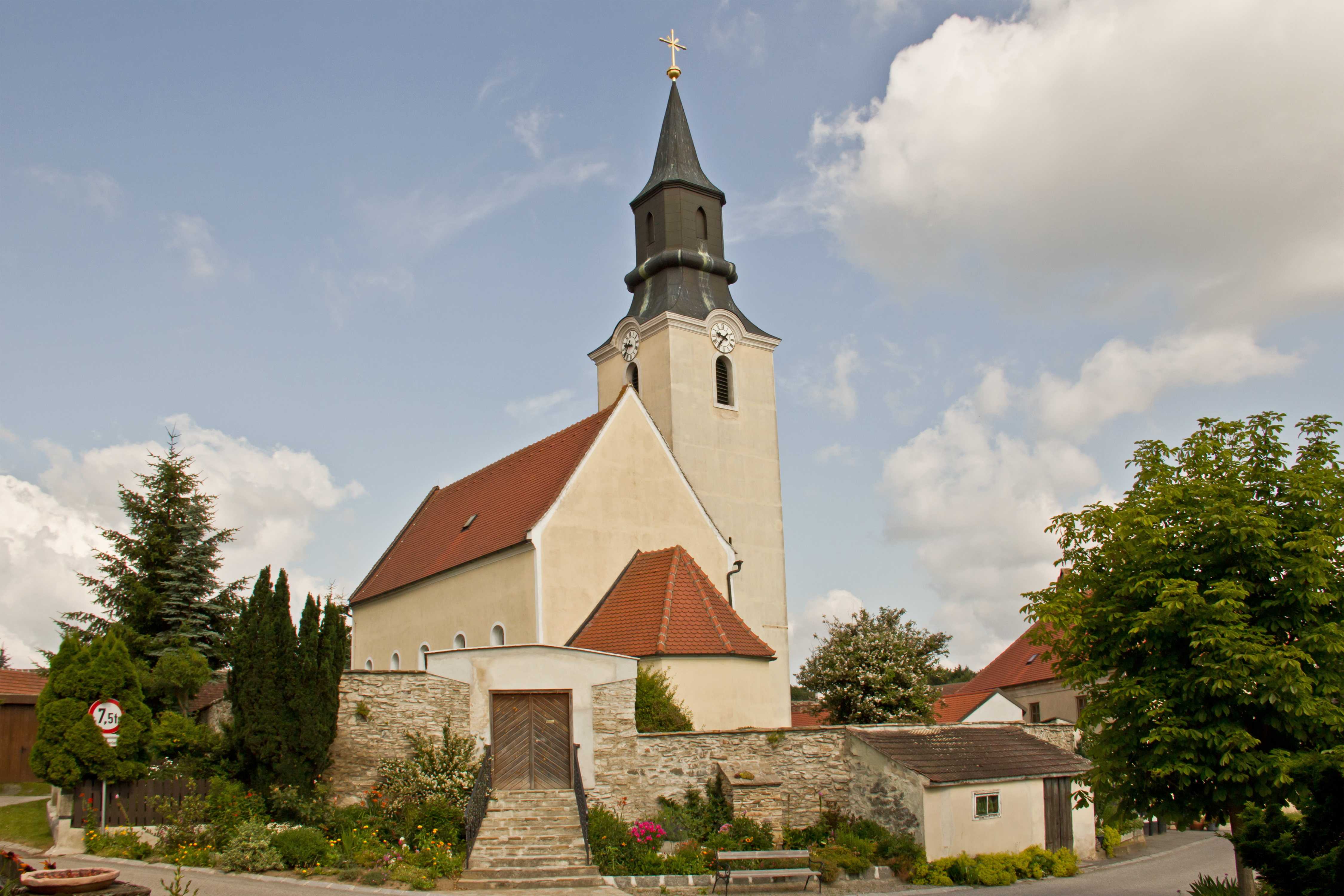
Katholische Pfarrkirche hl. Laurentius in Dietmannsdorf an der Wild

Die Pfarrkirche Dietmannsdorf an der Wild steht westlich des Angers leicht erhöht im Dorf Dietmannsdorf an der Wild in der Gemeinde Brunn an der Wild im Bezirk Horn in Niederösterreich. Die dem Heiligen Laurentius von Rom geweihte römisch-katholische Pfarrkirche gehört zum Dekanat Horn in der Diözese St. Pölten. Die Kirche und der Friedhof stehen unter Denkmalschutz (Listeneintrag).

## Geschichte
Anfänglich eine Filiale der Mutterpfarre Neukirchen an der Wild wurde 1347 ein Pfarrer bestellt. Im Ende des 16. Jahrhunderts wurde ein Vikariat den Jesuiten übergeben und später wieder mit der Mutterpfarre vereinigt. 1784 wurde die Kirche zur Pfarrkirche erhoben und dem Stift Altenburg inkorporiert.

## Architektur
Der anfängliche romanische Rechteckraum mit einem quadratischen Nordturm aus dem 13. Jahrhundert wurde im 15. Jahrhundert gotisiert. 1666 wurde die Kirche barockisiert und mit einem vierseitig geschlossenen niedrigen Chor erweitert. 1889/1991 wurde die Kirche nach Westen erweitert und renoviert.
Die Kirche ist vom ehemaligen ummauerten Kirchhof mit Bruchsteinmauerwerk umgeben.

## Ausstattung
Der Hochaltar aus 1688 hat weinlaubbesetzte Spiralsäulen.
Die Orgel mit 5 Registern baute Franz Capek (1914).